# Хосе Бальївіан
Хосе Бальївіан (ісп. José Ballivián Segurola; 5 травня 1805 — 6 жовтня 1852) — болівійський генерал часів війни проти Перу-болівійської конфедерації, 11 президент Болівії у 1841—1847 роках.

## Біографія
Бальївіан народився у місті Ла-Пас в заможній родині. Зробив блискучу військову кар'єру, дослужившись до посади командувача армією (червень 1841). До 1822 року був переконаним роялістом, проте у віці 18 років приєднався до повстанської армії Ланси. У 1830-их роках підтримував Санта-Круса. Його зірковий час настав, коли йому виповнилось 37 років. У цей час він об'єднав під своїм командуванням сили, які підтримували Веласко, і які підтримували Санта-Круса. Ця армія дала відсіч перуанським військам, які очолював президент Августін Гамарра. Останнього було захоплено у полон та ув'язнено. Ці події підтвердили болівійську незалежність. Після цього Конгрес поспішив проголосити Бальївіана тимчасовим президентом. Маршал Санта-Крус, який у цей час перебував у Франції, дав свою згоду на передачу влади Бальївіану.
Офіційно його було обрано на пост глави держави 1842 року. Бальївіан одразу став до проведення важливих реформ, включаючи перегляд конституції. У головному він продовжив підтримку принципів Санта-Круса, що залучило на його бік прибічників маршала. Бальївіан став першим правителем, який звернув увагу на адміністративний поділ країни, а також визначення її кордонів, в тому числі й внутрішніх.
Незважаючи на всі успіхи, Бальївіан мав могутніх супротивників, серед яких виділявся харизматичний генерал Мануель Ісідоро Бельсу. Протистояння з останнім напередодні Різдва 1847 року поставило країну на межу громадянської війни. В результаті Бальївіан був змушений передати владу голові Державної ради Еусебіо Гіларте Вера й залишити столицю, а згодом — і країну. Спочатку він жив у Чилі, а потім переїхав до Ріо-де-Жанейро, де провів решту днів свого життя. Помер несподівано у віці 47 років. Донині в Болівії його вважають одним з найвеличніших діячів та президентів в історії країни. Його син, Адольфо, пішов за батьковими слідами і також став президентом Болівії 1873 року.